# کیواس عقاب
کیواس عقاب یک ستاره است که در صورت فلکی عقاب قرار دارد.